# Système hydraulique
 (juillet 2012).
 (août 2017).
Si vous disposez d'ouvrages ou d'articles de référence ou si vous connaissez des sites web de qualité traitant du thème abordé ici, merci de compléter l'article en donnant les références utiles à sa vérifiabilité et en les liant à la section « Notes et références ».
Un système hydraulique (ou installation hydraulique), en hydromécanique, est un ensemble complet de composants qui utilise un fluide sous pression pour effectuer un travail mécanique.

## Assemblage
À partir d'une énergie électrique (alimentant par exemple un moteur électrique) ou thermique (dans un moteur à combustion interne), un système hydraulique permet de produire une énergie hydraulique.

## Métier
La conception et le suivi de fabrication sont confiés à un technicien ou ingénieur hydraulicien.
- Concevoir le fonctionnement d'une machine ou d'un ensemble hydraulique
- Déterminer les récepteurs hydrauliques, calcul force, couple, vitesse, puissance etc.
- Réaliser un schéma hydraulique
- Travail en collaboration avec d'autres corps de métiers : mécanique, électrique, automatisme
- Réalisation et mise en service de la machine

Un système hydraulique est souvent lié avec l'électricité, l'automatisme, la mécanique ou les machines spéciales.

## Principaux composants

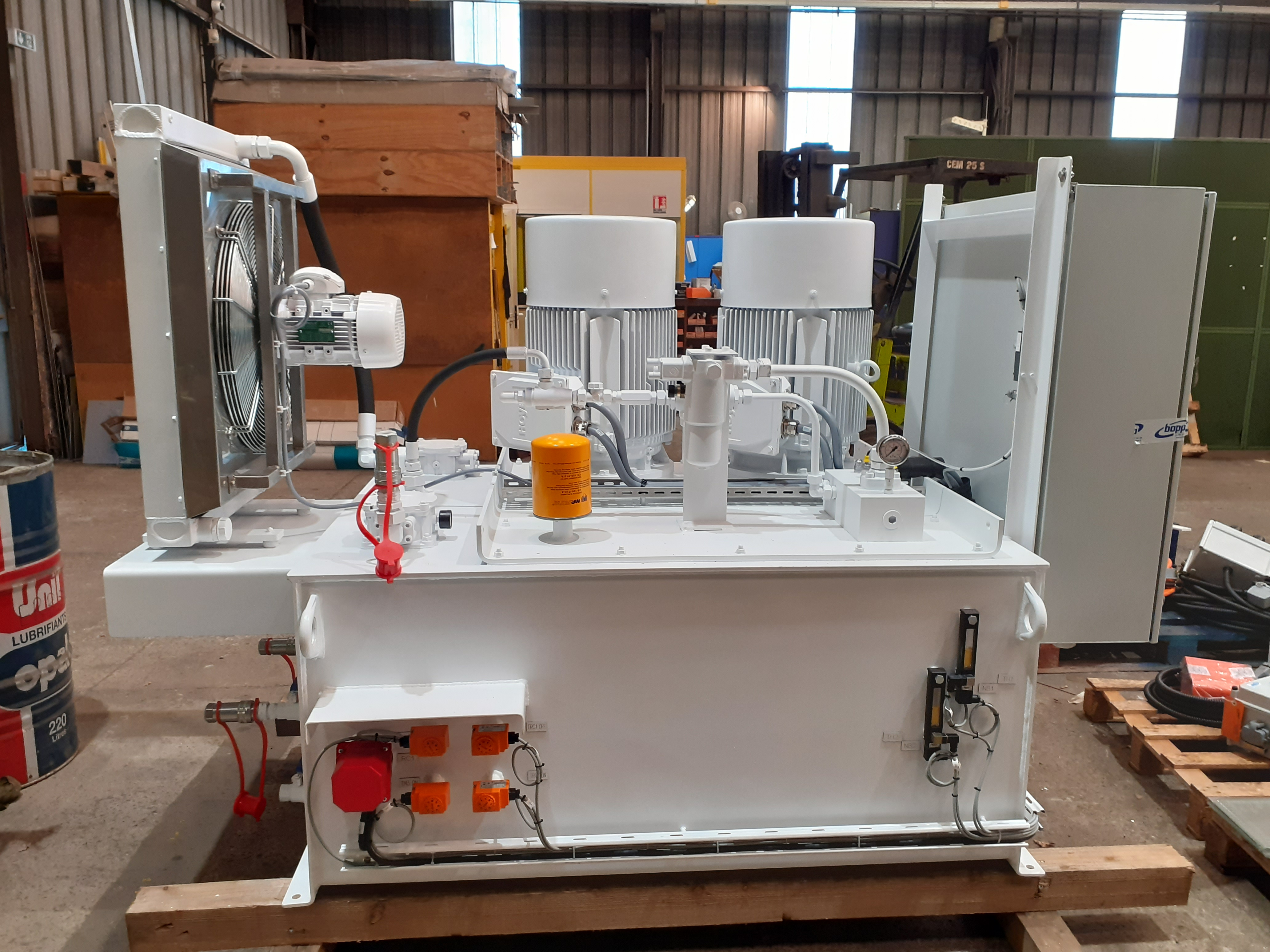
Centrale hydraulique avec : réservoir, groupes motopompe, armoire électrique, aéroréfrigérant, filtres, bloc foré

### Centrale hydraulique
- Réservoir
- Groupe motopompe
- Système de filtration de l'huile
- Accumulateur (réserve d'énergie ou amortisseur de pulsation selon le choix technique)

### Régulation de température
- Résistance de réchauffage
- Refroidisseur : aéroréfrigérant (huile/air) ou échangeur (huile/eau)

### Bloc Fonction ou distribution et sécurité, parfois monté surbloc foré
- Régulation de pression : Limiteur de pression, Réducteur de pression
- Régulation de débit
- Distribution de l'huile : Tout Ou Rien (T.O.R) ou proportionnelle
- Système avec cartouche logique

### Actionneur
- Vérin
- Moteur hydraulique

### Instrumentation / Capteurs
- Pression
- Débit
- Température
- Niveau d'huile